# Passage de la Madeleine
Le passage de la Madeleine est une voie privée du 8e arrondissement de Paris, en France.

## Situation et accès
Le passage de la Madeleine est situé dans le 8e arrondissement de Paris. Il débute au 19, place de la Madeleine et se termine au 4, rue de l'Arcade. 
Cette voie privée est inaccessible aux véhicules, les deux extrémités du passage étant fermées par des barrières.
Le quartier est desservi par les lignes 8, 12 et 14 à la station Madeleine.

## Origine du nom
Il porte ce nom en raison de son voisinage avec l'église de la Madeleine.

## Historique
Ce passage a été ouvert sur l'emplacement du passage de la Ville-l'Évêque qui faisait retour d'équerre et aboutissait à la rue de Surène.
Il y existait un hôtel en 1912, l'Hôtel Peiffer, au no 6.